# Scullin-Monolith
Der Scullin-Monolith ist eine 443 m hohe, sichelförmige Felsformation an der Mawson-Küste des ostantarktischen Mac-Robertson-Lands. Er liegt 6 km westlich des Torlyn Mountain. Ihm vorgelagert ist die Douglas Bay.
Der australische Polarforscher Douglas Mawson landete hier mit einem Flugzeug am 13. Februar 1931 im Rahmen der British Australian and New Zealand Antarctic Research Expedition. Mawson benannte die Formation nach James Scullin (1876–1953), von 1929 bis 1931 Premierminister Australiens. Der Felsen wurde zwischen Januar und Februar 1931 auch von norwegischen Walfängern kartiert, die ihn nach Klarius Mikkelsen (1887–1941), Kapitän des Walfangschiffs Torlyn, als Klarius Mikkelsenfjell benannten. Diese Benennung blieb in Form des Mikkelsen Peak, der höchsten Erhebung der Felsformation, erhalten.